# Угрюмово (Одинцовский район)
Угрюмово — деревня в Одинцовском районе Московской области, входит в городское поселение Кубинка.

## География
Деревня расположена в 3,5 км к северо-востоку от Кубинки, на притоке Сетуни реке Мащенка, высота центра над уровнем моря 206 м.

## История
Впервые в исторических документах сельцо Ковальки, Угрюмово тож, встречается в 1852 году, когда в нём числилось 10 дворов, 46 душ мужского пола и 42 — женского, в 1890 году — 30 человек и усадьбы Иноземцева и Данилова. По Всесоюзной переписи 17 декабря 1926 года числилось село Ковальки (или Угрюмово) с 18 хозяйствами и 102 жителями, на 1989 год — 20 хозяйств и 31 житель.
До 2006 года Угрюмово входило в состав Наро-Осановского сельского округа.

## Население
Население 11 человек на 2006 год, при деревне числится 3 садовых товариществ.
| Год  | Численность | Численность |
| ---- | ----------- | ----------- |
| 2002 | 11          | [ 8 ]       |
| 2006 | 11          | [ 9 ]       |
| 2010 | 15          | [ 10 ]      |